# Gabriel Rosado
Gabriel Rosado est un boxeur professionnel américain né le 14 janvier 1986. Il a combattu à deux reprises pour le titre mondial des poids moyens en 2013. Originaire de Philadelphie en Pennsylvanie, Rosado fait partie de l'importante communauté portoricaine de la ville. Il a boxé dans les catégories des poids super-welters, moyens, super-moyens et mi-lourds remportant plusieurs championnats régionaux.

## Carrière amateur
Le bilan amateur de Rosado est de 8 victoires et 3 défaites.

## Carrière professionnelle
Rosado a débuté sa carrière chez les poids super-welters. Il a remporté son premier titre régional le 26 février 2011, par KO technique au 12e round face à son rival Jamaal Davis, s'adjugeant ainsi le titre intérimaire de champion d'Amérique du Nord NABA dans cette catégorie de poids. Plus tard la même année, il a remporté le titre de l'État de Pennsylvanie des poids super-welters après une décision unanime au 10e round face à Keenan Collins. Le 1er juin 2012, Rosado a affronté Sechew Powell, stoppant le futur prétendant au titre mondial au 9e round pour remporter le titre vacant WBO Intercontinental de la catégorie.
Après avoir établi un bilan de 21 victoires pour 5 défaites en 26 combats professionnels, il a affronté le champion invaincu des poids moyens WBA et IBO, Gennady Golovkin, le 19 janvier 2013, au Théâtre du Madison Square Garden de New York. Golovkin a dominé le combat, infligeant à Rosado une vilaine coupure près de l'œil gauche au deuxième round. Rosado a également saigné du nez sous les droites et les puissants jabs de son adversaire. Son entraîneur, Billy Briscoe, a mis fin au combat au septième round.
Deux combats plus tard, le 26 octobre 2013, Rosado défiait l'invaincu Peter Quillin pour le titre WBO des poids moyens. Une vilaine coupure s'ouvrit sur la paupière gauche de Rosado au dixième round, provoquant l'arrêt du combat par le médecin et offrant la victoire à Quillin par KO technique. Malgré le fait que de nombreux observateurs estimaient le combat serré, les juges ont attribué les scores de 87-83, 89-81 et 90-80 en faveur de Quillin. Dès l'arrêt du combat, Rosado hurla aux commentateurs de Showtime que l'arrêt du combat par le médecin était une « connerie » et dit à Jim Gray qu'il voulait une revanche ; celle-ci n'aura finalement jamais lieu.
Après ses deux défaites pour un titre mondial en 2013, Rosado a remporté des victoires notables contre l'ancien champion des poids welters IBF Joshua Clottey en 2015 et en mettant KO le prometteur invaincu Bektemir Melikuziev en 2021, remportant les titres WBA Continental Americas et WBO International des super-moyens. Ce combat sera désigné KO de l'année 2021 par Ring Magazine.
Rosado annonce sa retraite sportive le 28 avril 2023 mais remportera un combat le 2 aout 2025 dans la catégorie des poids mi-lourds face au modeste boxeur Argentin Crispulo Javier Andino.

## Distinction
- Sa victoire par KO au 3e round contre Bektemir Melikuziev est élue KO de l'année 2021 par Ring Magazine.

## Apparition au cinéma
Rosado est apparu dans le film de boxe Creed (2015), avec Michael B. Jordan et Sylvester Stallone.